# Hoboyná
Hoboyná o Hobonyá és un població, hui desapareguda, del municipi d'Ucú, en l'estat de Yucatán, Mèxic.

## Toponímia
El nom Hoboyná prové de l'idioma maia.

## Localització
Hoboyná es troba a 5,6 km de la població d'Ucú; es comunicava antigament cap al sud per una via de riel (Decauville) amb la hisenda Yaxché de Peón, del municipi d'Ucú, a 5 km de la població, i d'ací amb Xtul, passant llavors per les poblacions de Sabakalal (on encara es troba una llacuna) i Santa Elena.

## Infraestructura
S'hi troben les restes de la hisenda hui semiabandonada.

## Llocs d'interés
Hi ha alguns vestigis arqueològics al voltant del lloc.

## Història
- La població data des de temps amerindis.[4][5]
- Tingué el seu apogeu entre els s. XIX i XX i un cens realitzat el 1910 indicava que hi havia 77 homes i 69 dones, i que la localitat pertanyia al partit d'Hunucmá, el qual s'incloïa al municipi també d'Hunucmá.[6]
- Actualment hi opera una unitat agropecuària.[7]

## Importància històrica
Tingué la seua esplendor durant l'època de l'auge henequener i emeté fitxes d'hisenda, que pel seu disseny són d'interés numismàtic. Aquestes fitxes acrediten la hisenda com a propietat de A. L. Peón.

## Demografia
Segons el cens de 2005 realitzat per l'INEGI, no hi havia població a la localitat.
| 1995 | 2000 | 2005 |
| ---- | ---- | ---- |
| 0    | 0    | 0    |

## Galeria

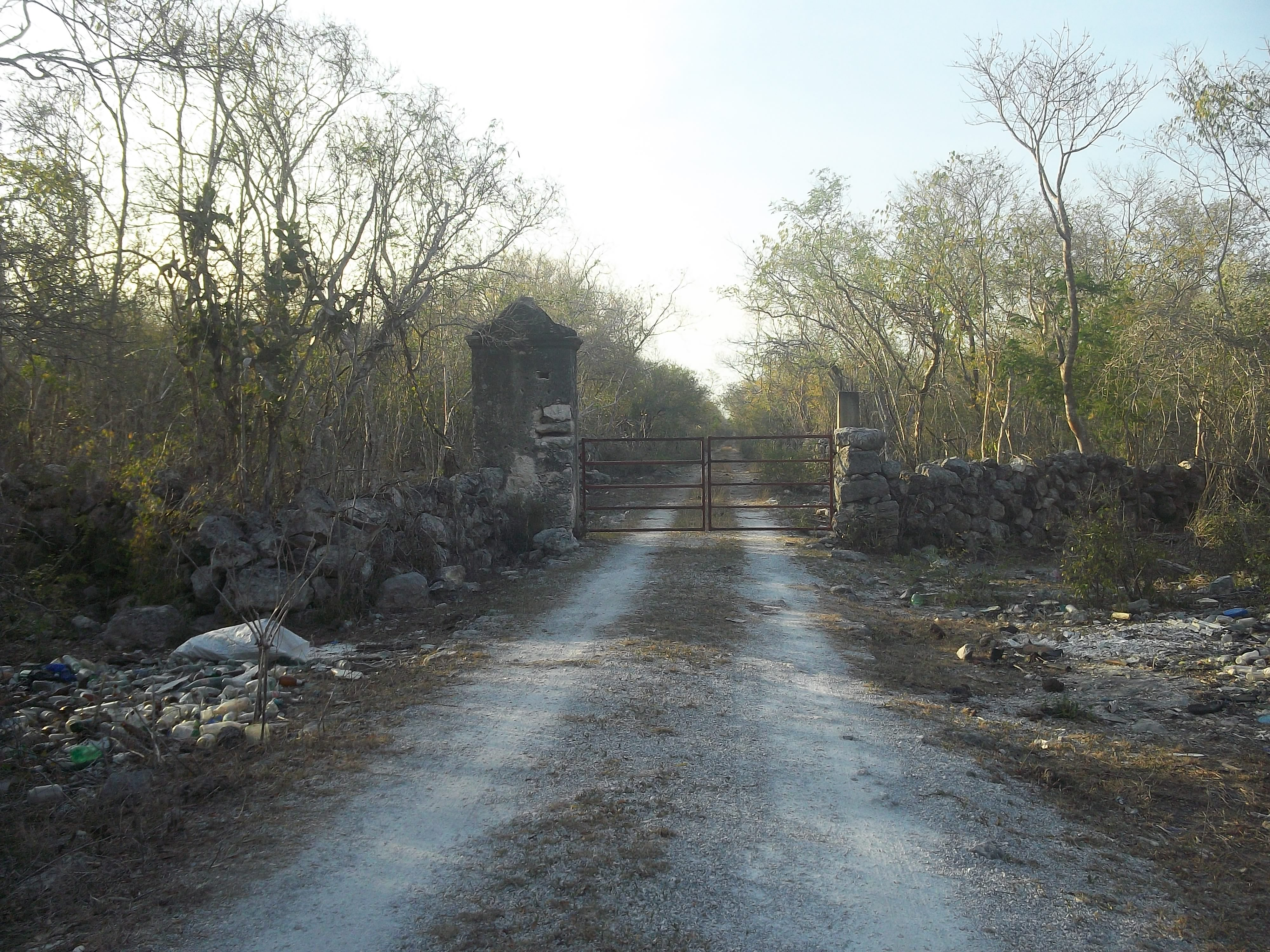
Entrada a Hoboyná
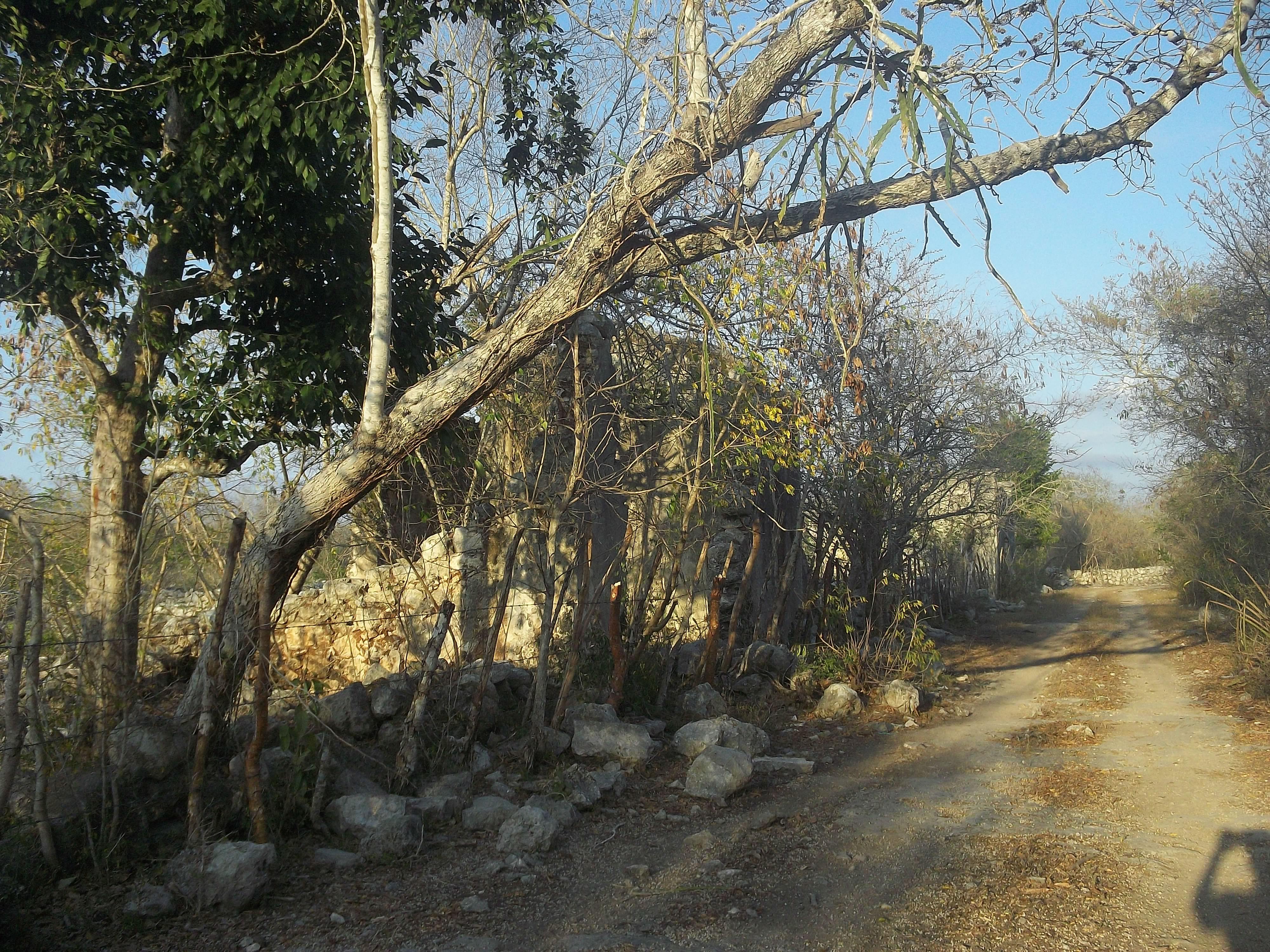
Vista de la hisenda Hoboyná
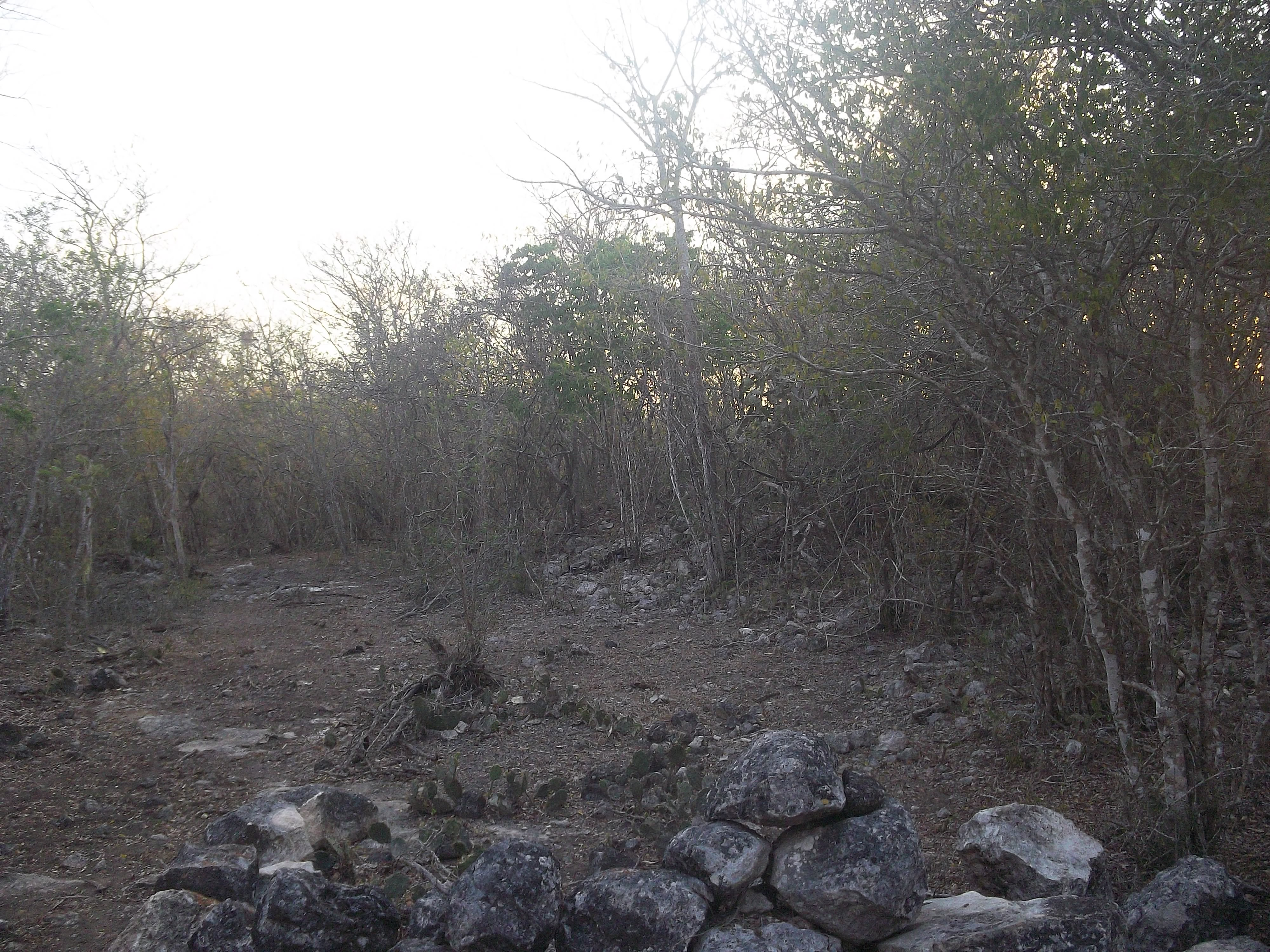
Vestigis maies d'Hoboyná
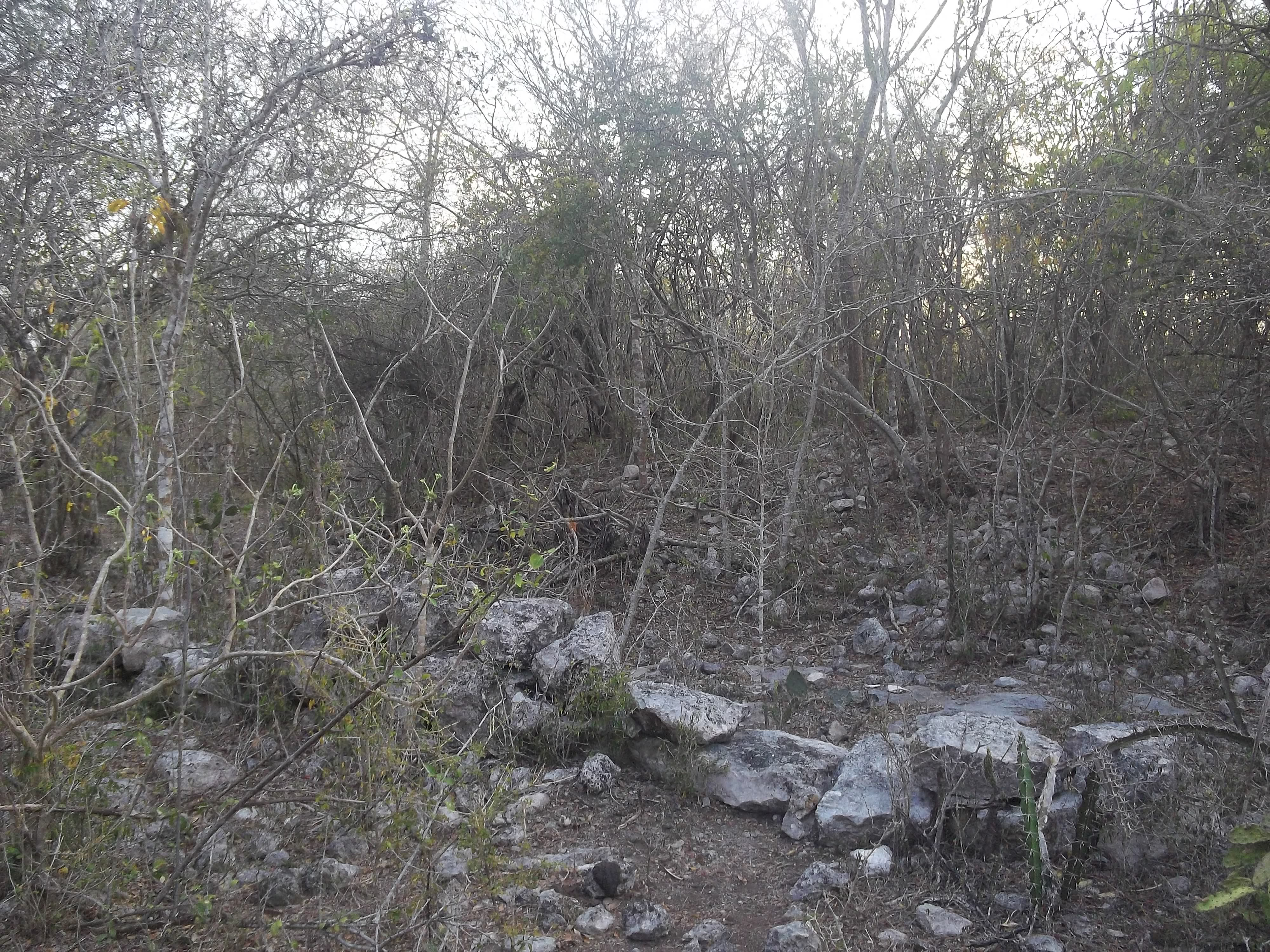
Vestigis maies d'Hoboyná
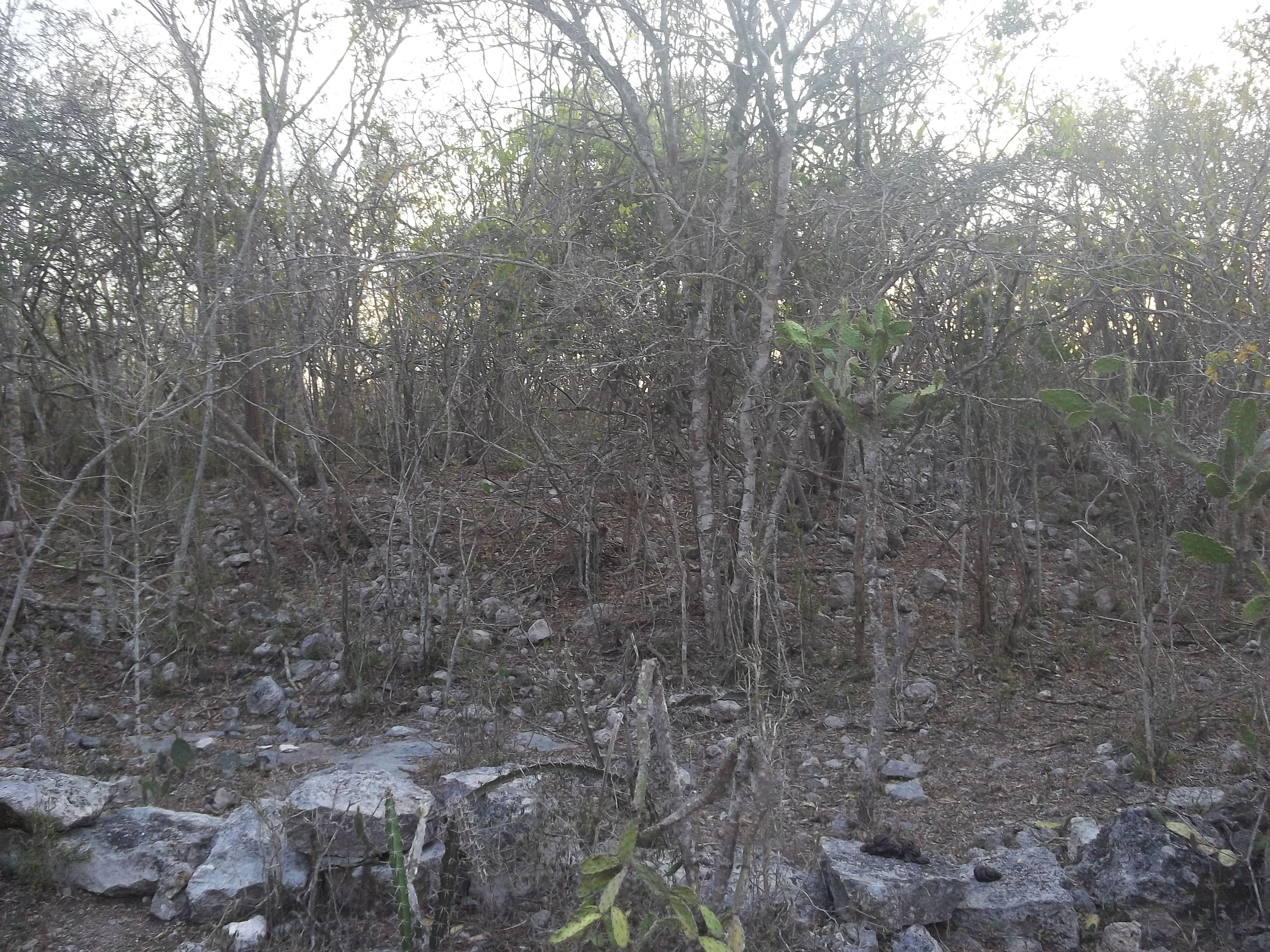
Vestigis maies d'Hoboyná
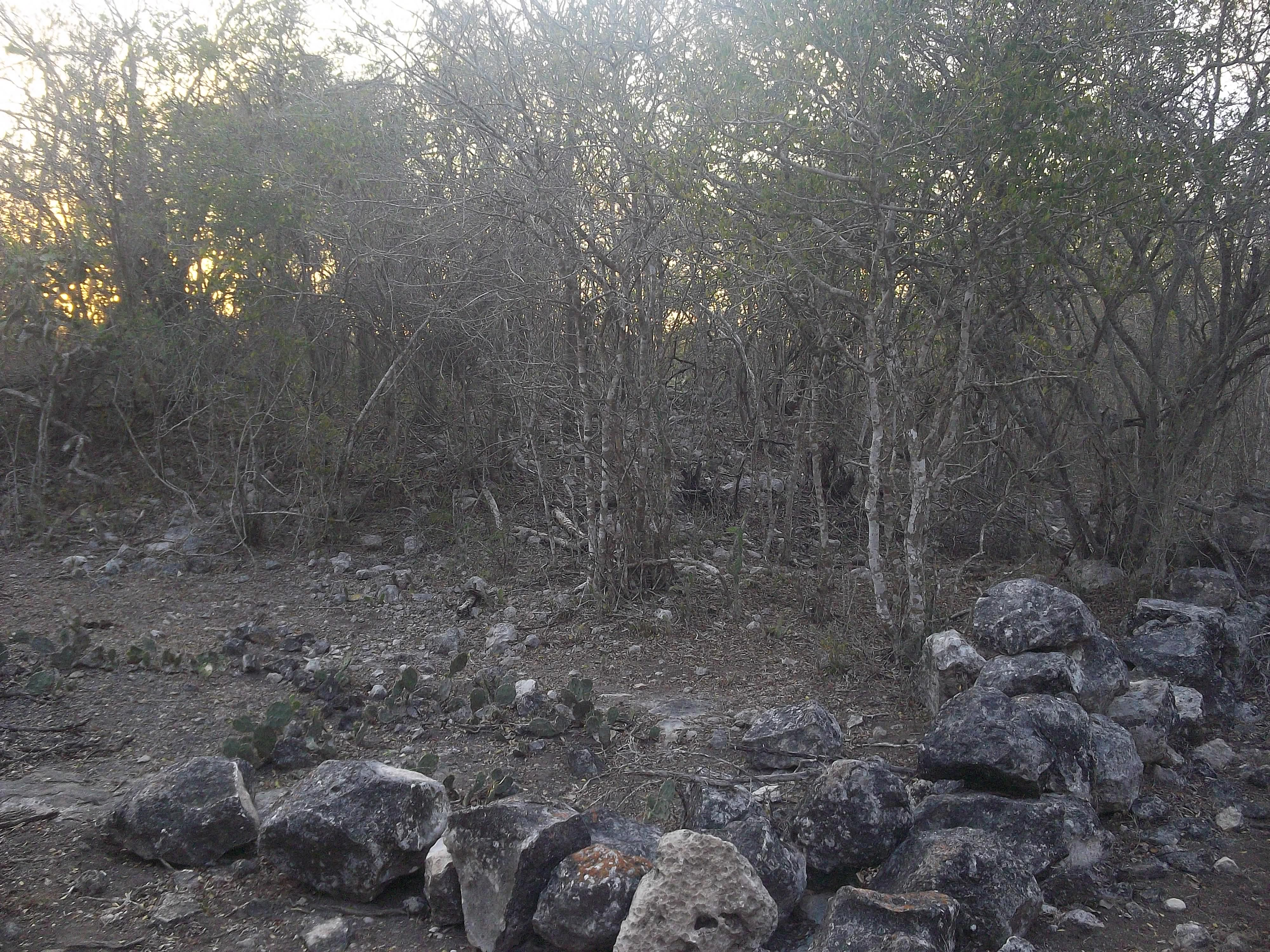
Vestigis maies d'Hoboyná
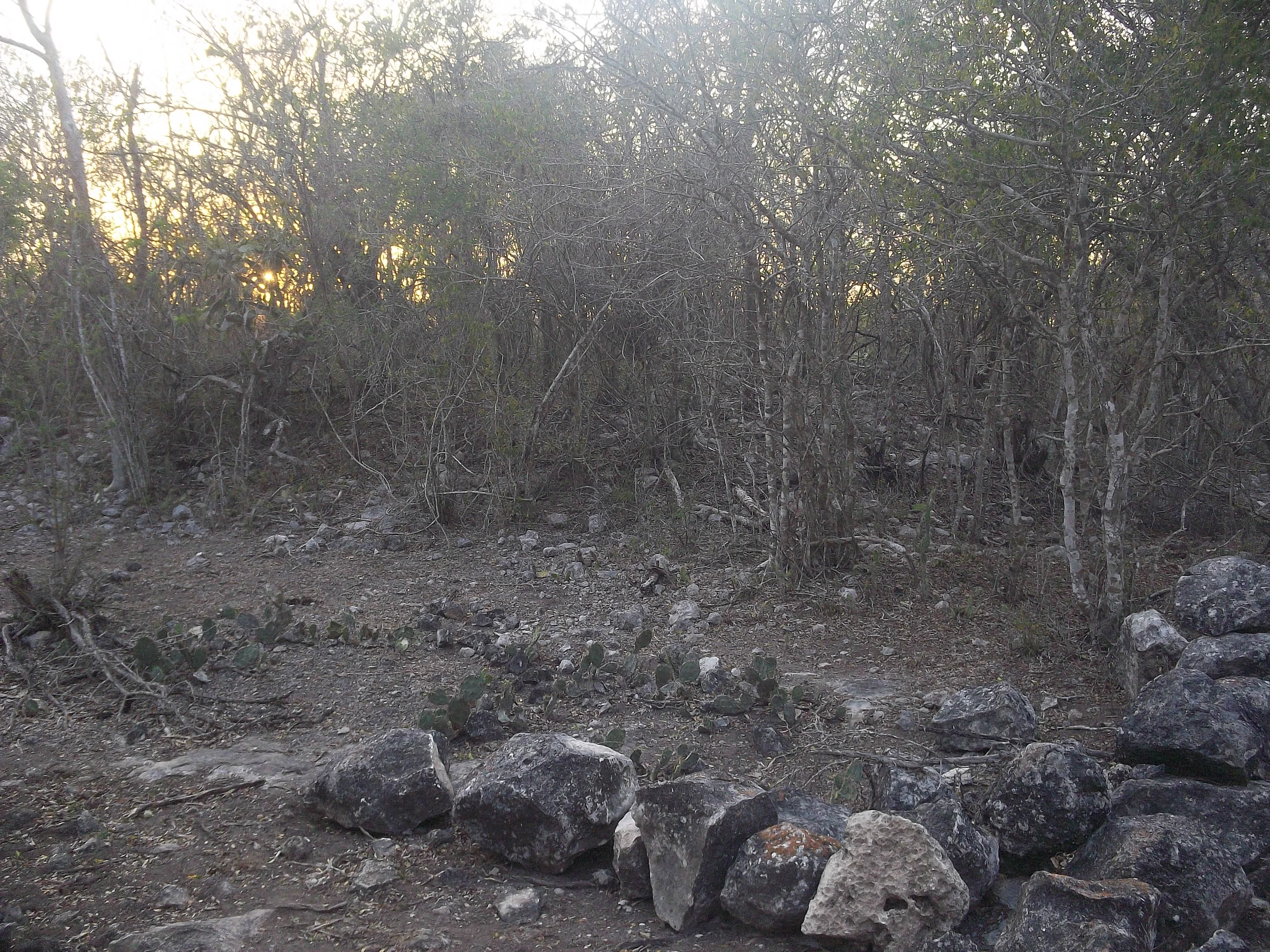
Vestigis maies d'Hoboyná
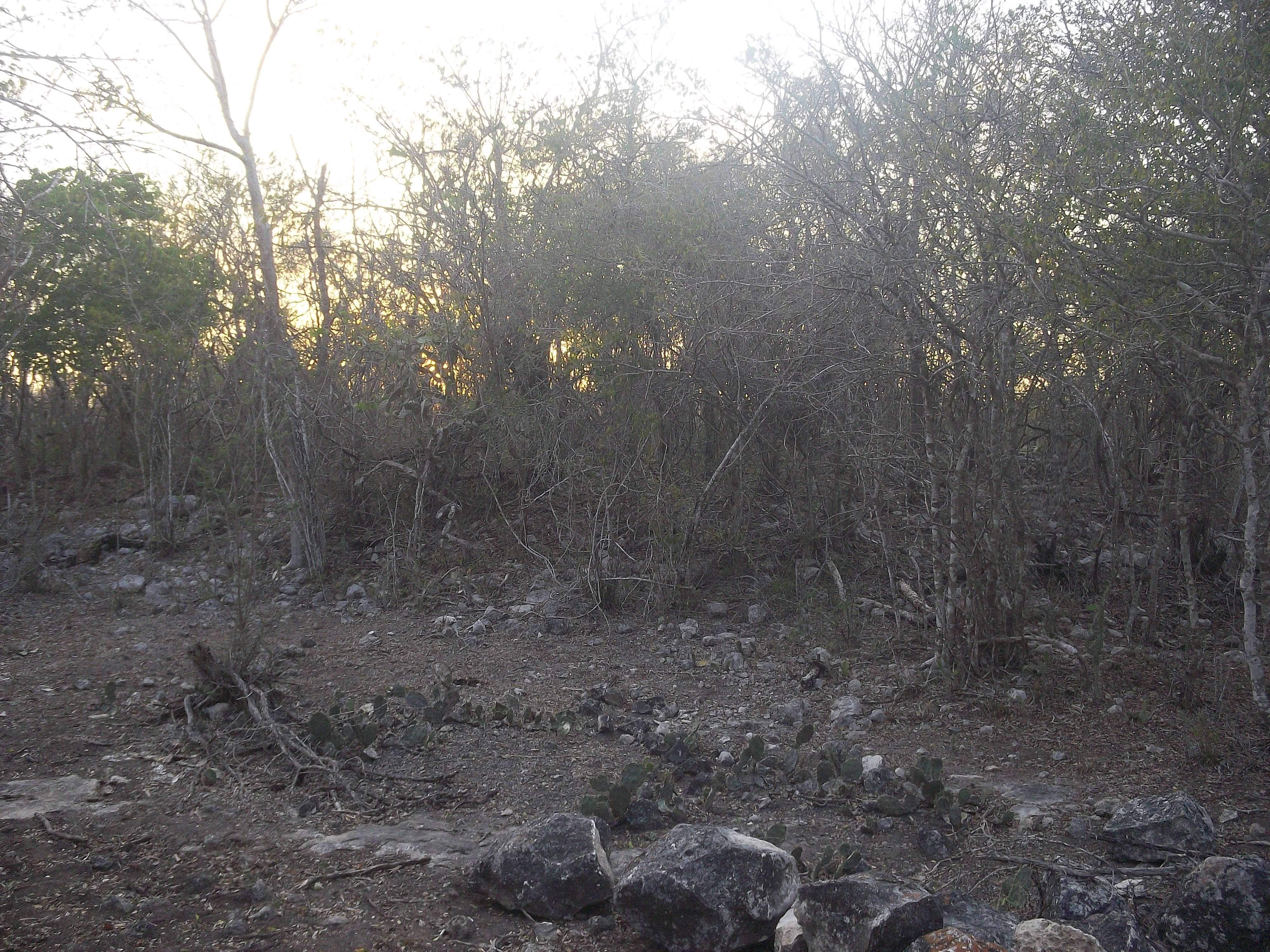
Vestigis maies d'Hoboyná
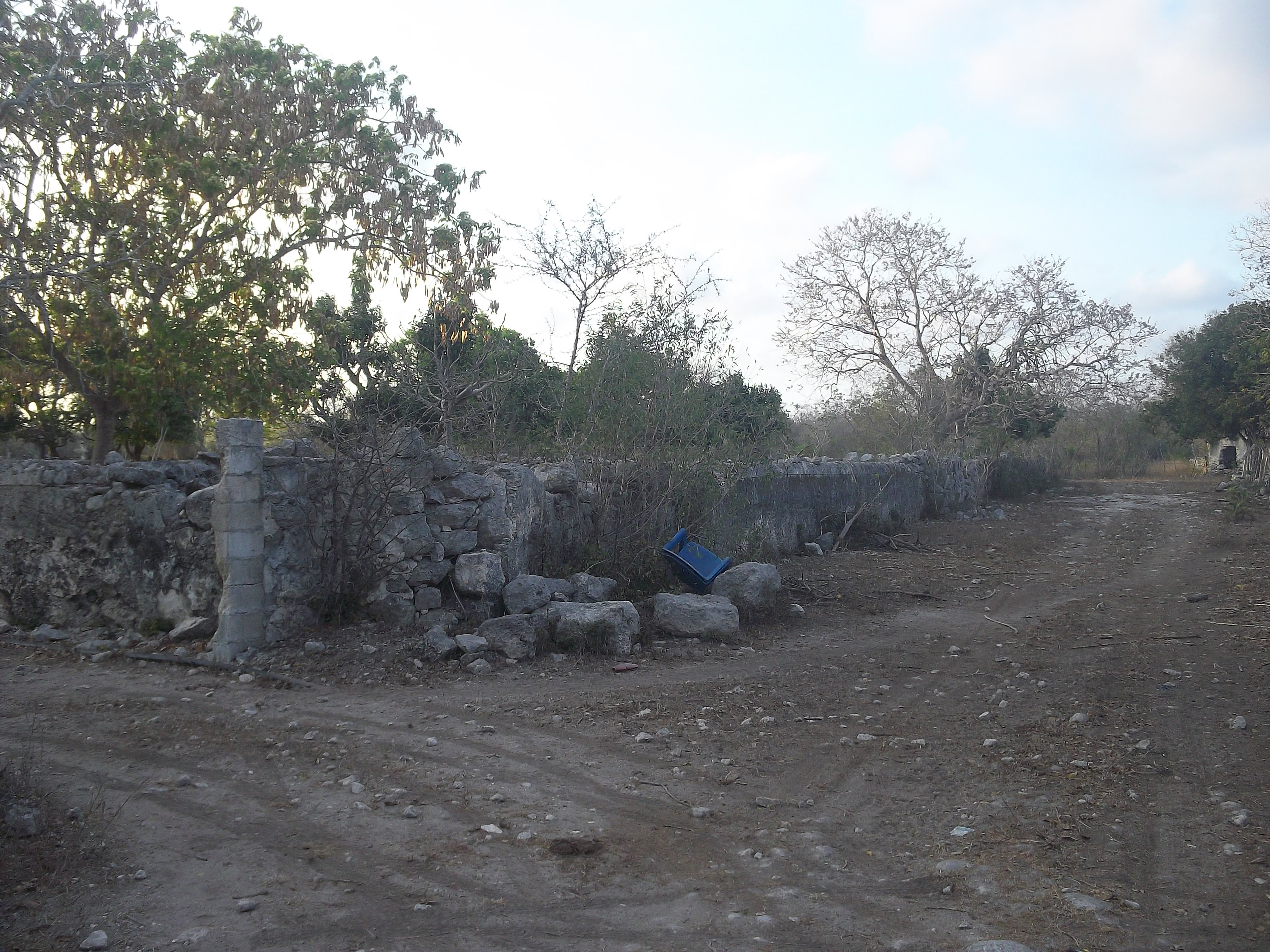
Vista de la hisenda Hoboyná
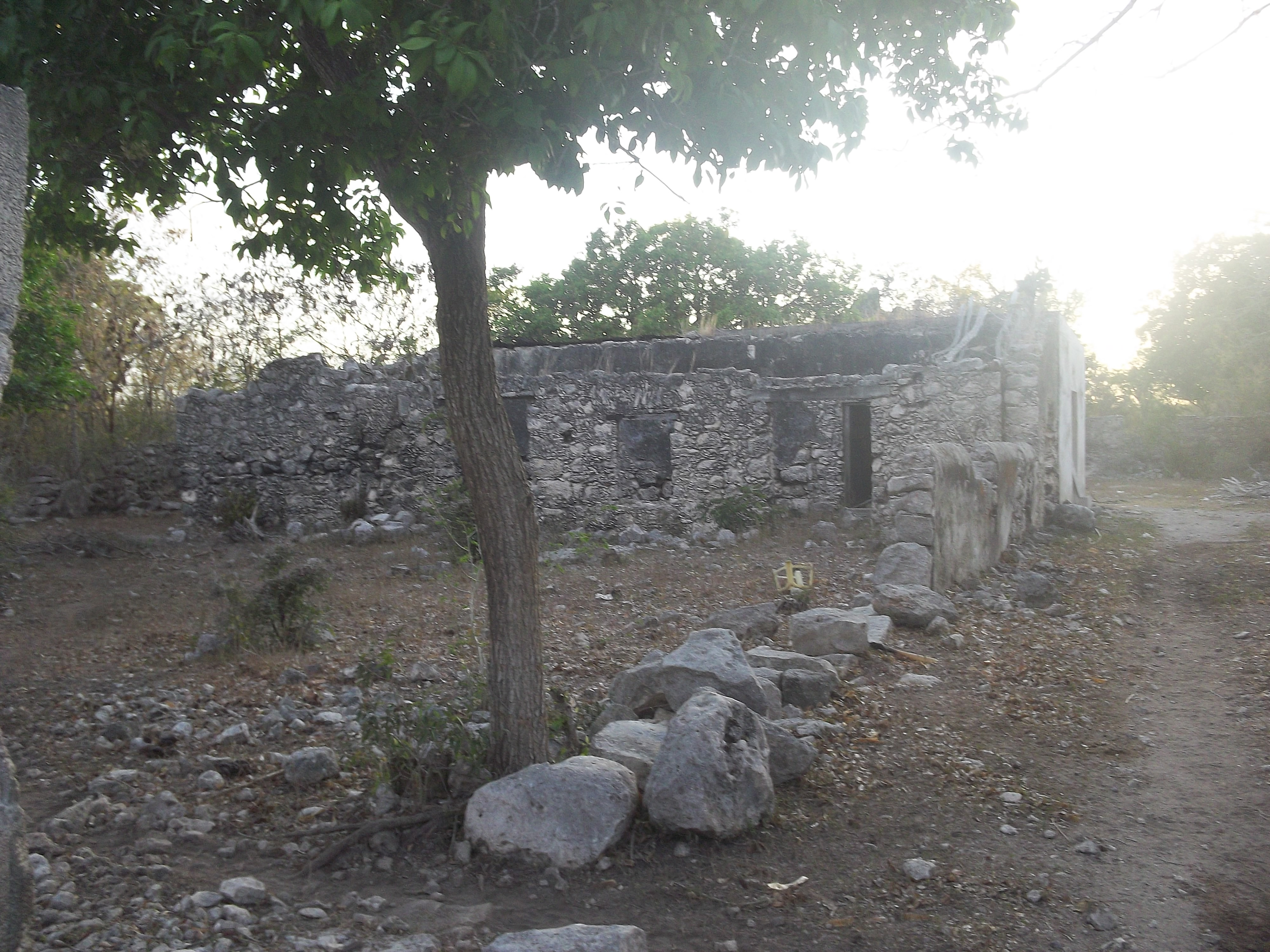
Vista de la hisenda Hoboyná
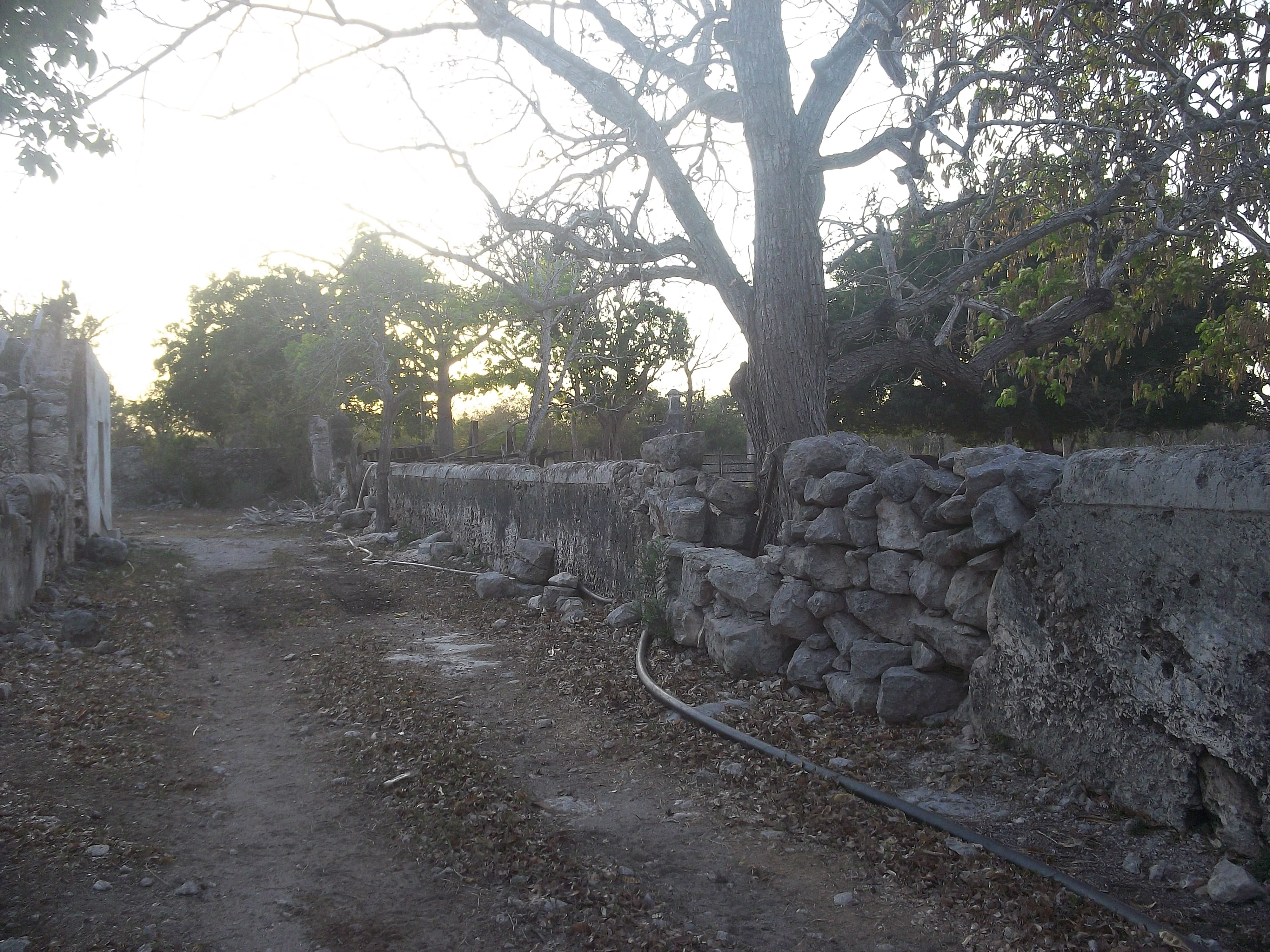
Vista de la hisenda Hoboyná
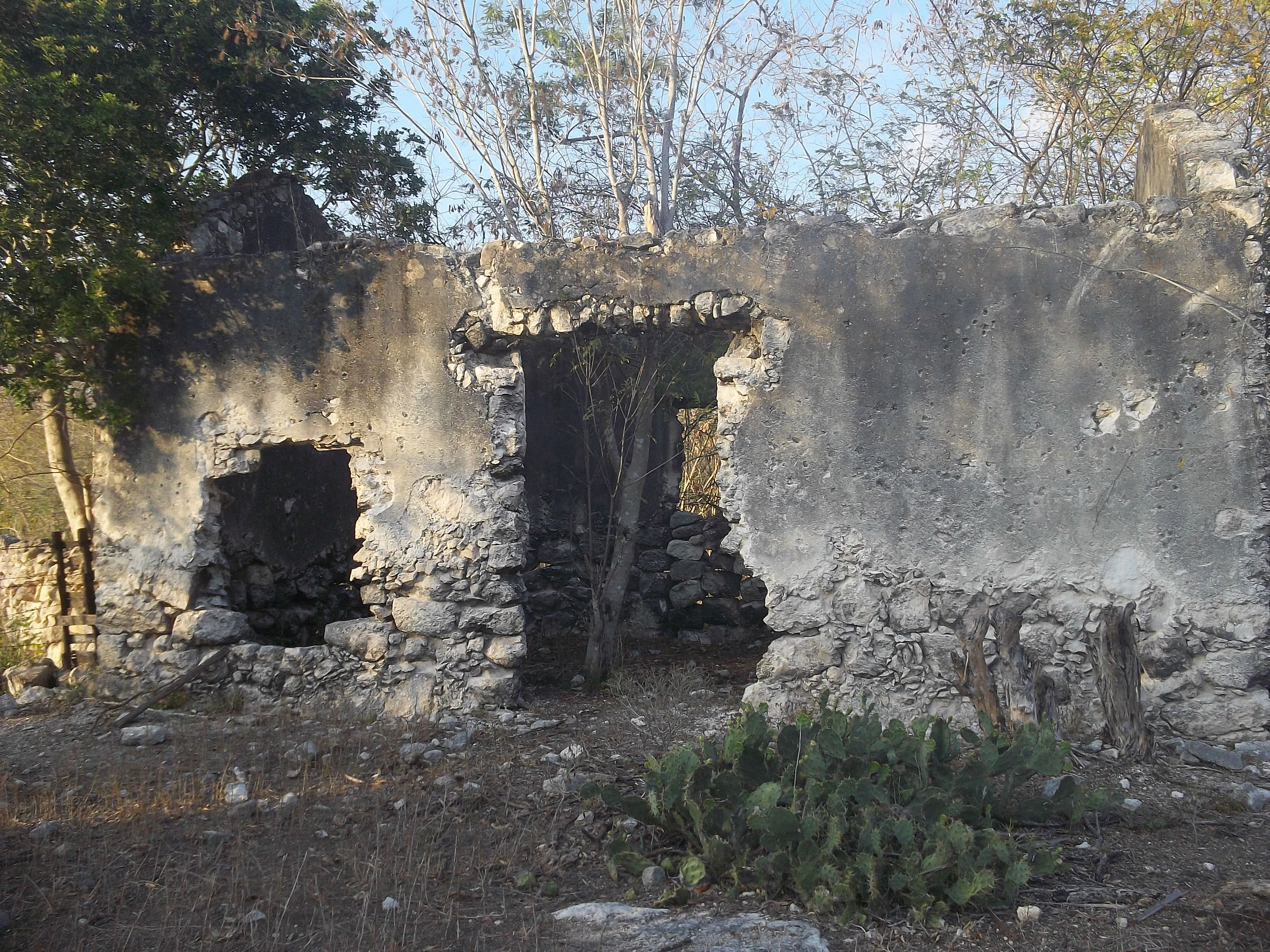
Vista de la hisenda Hoboyná
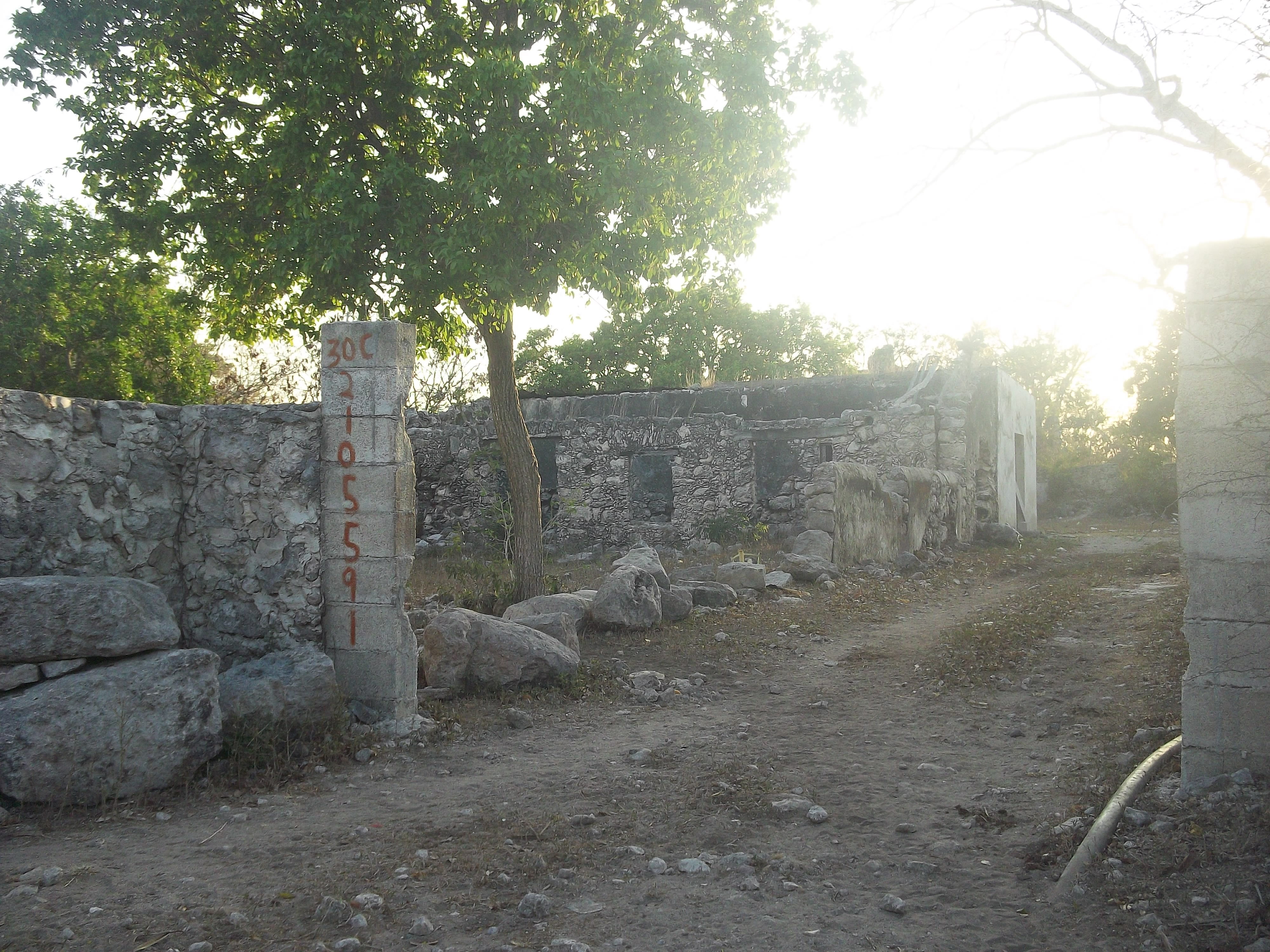
Vista de la hisenda Hoboyná
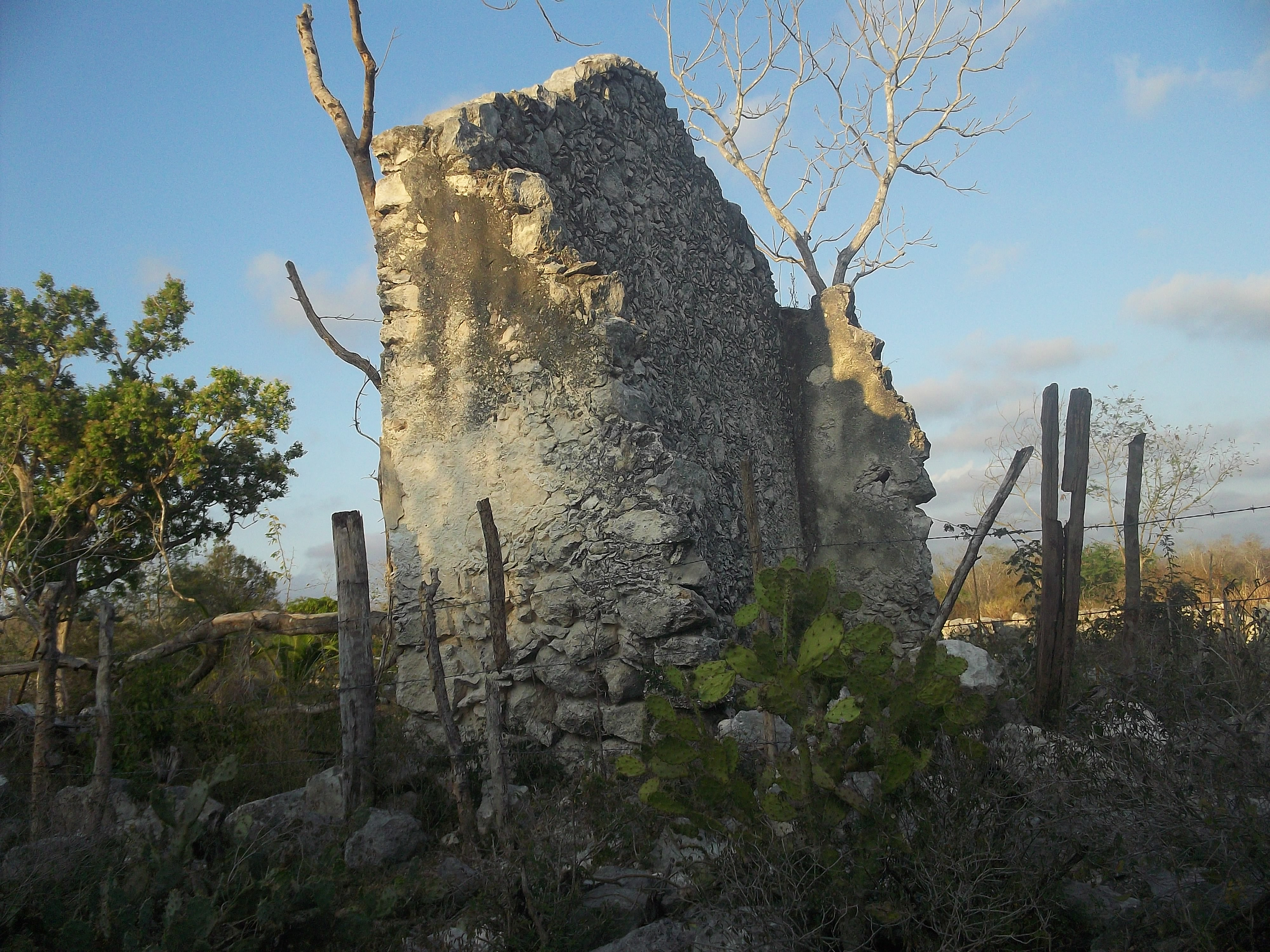
Vista de la hisenda Hoboyná
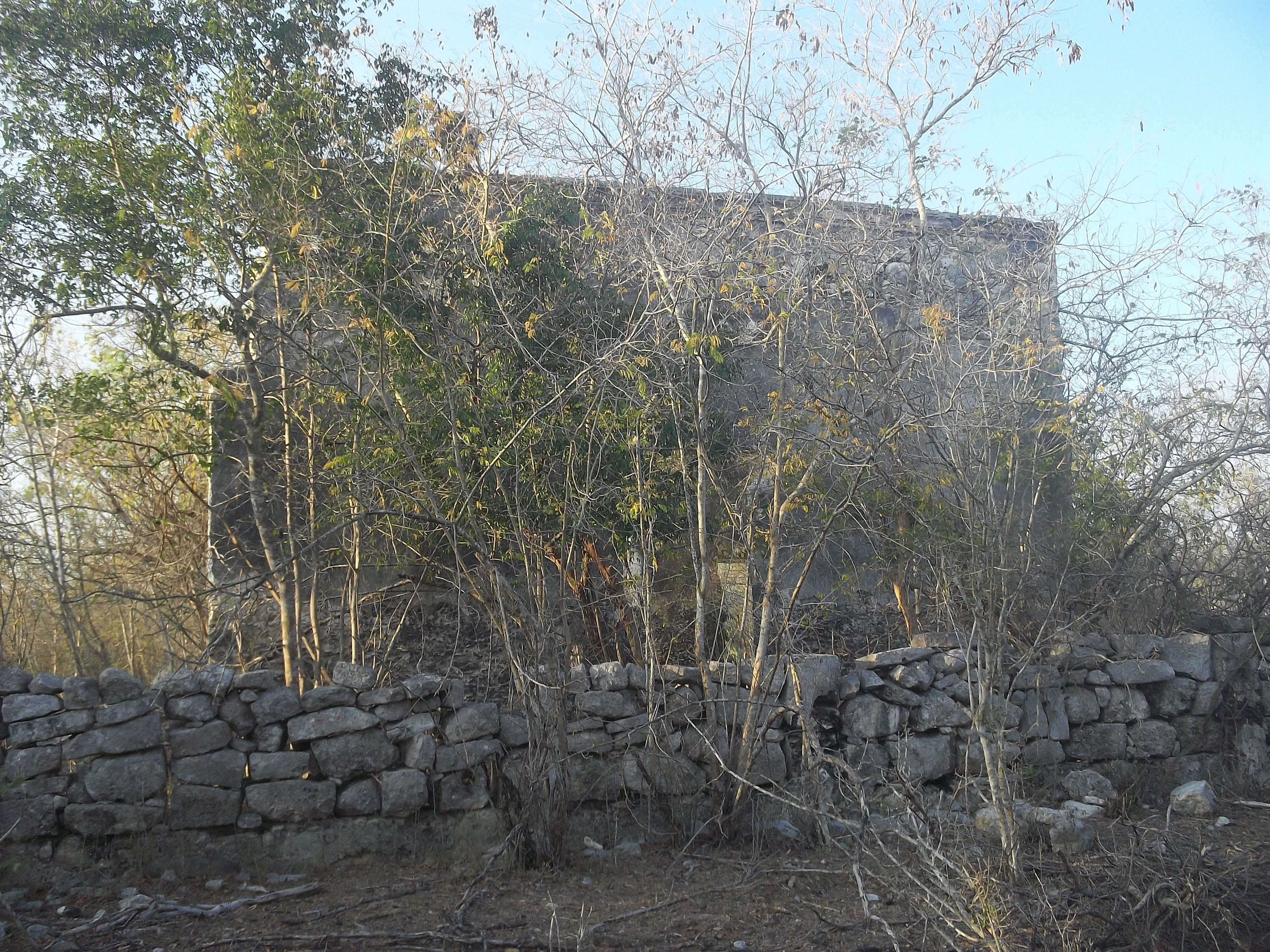
Vista de la hisenda Hoboyná
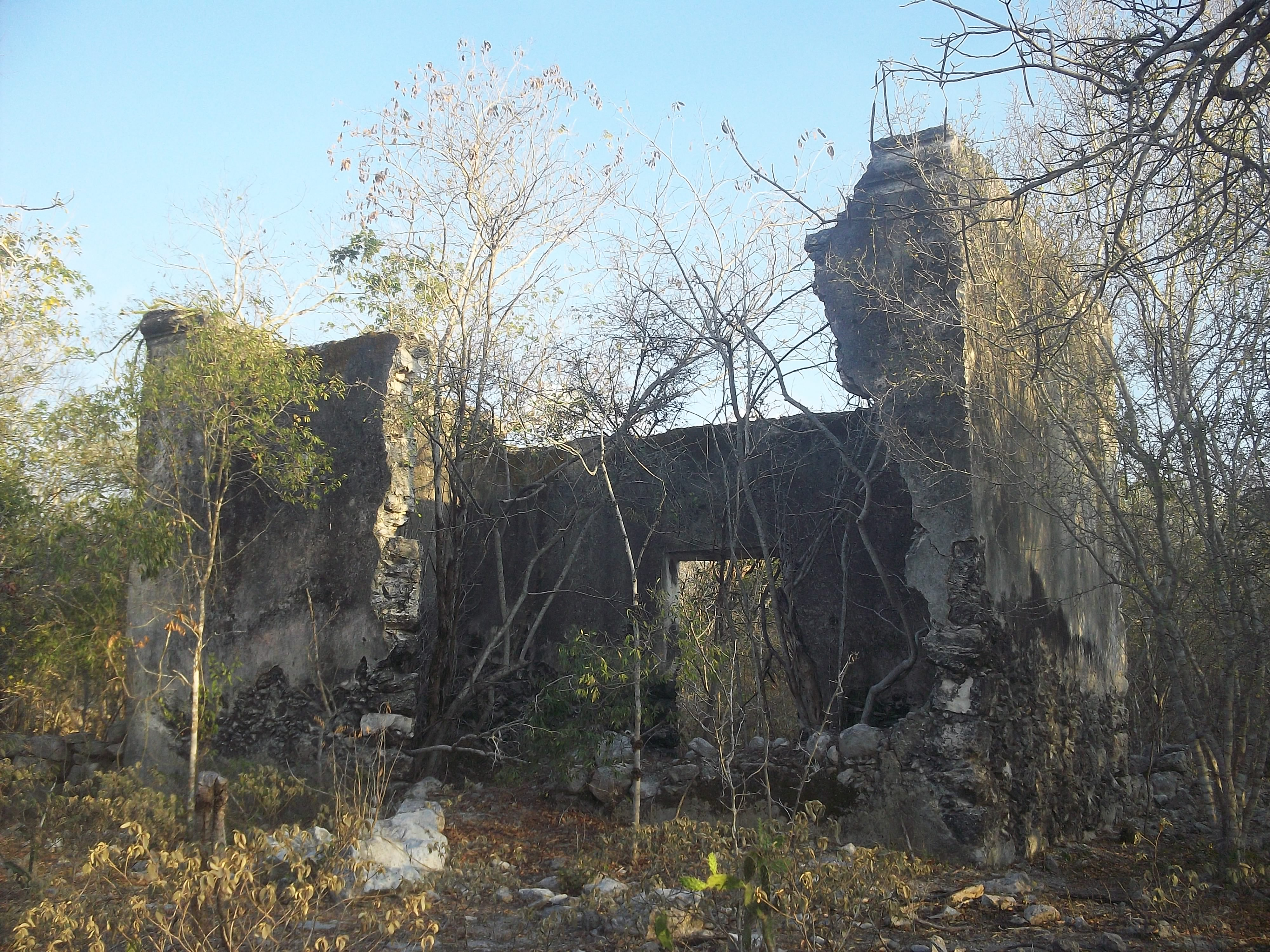
Vista de la hisenda Hoboyná
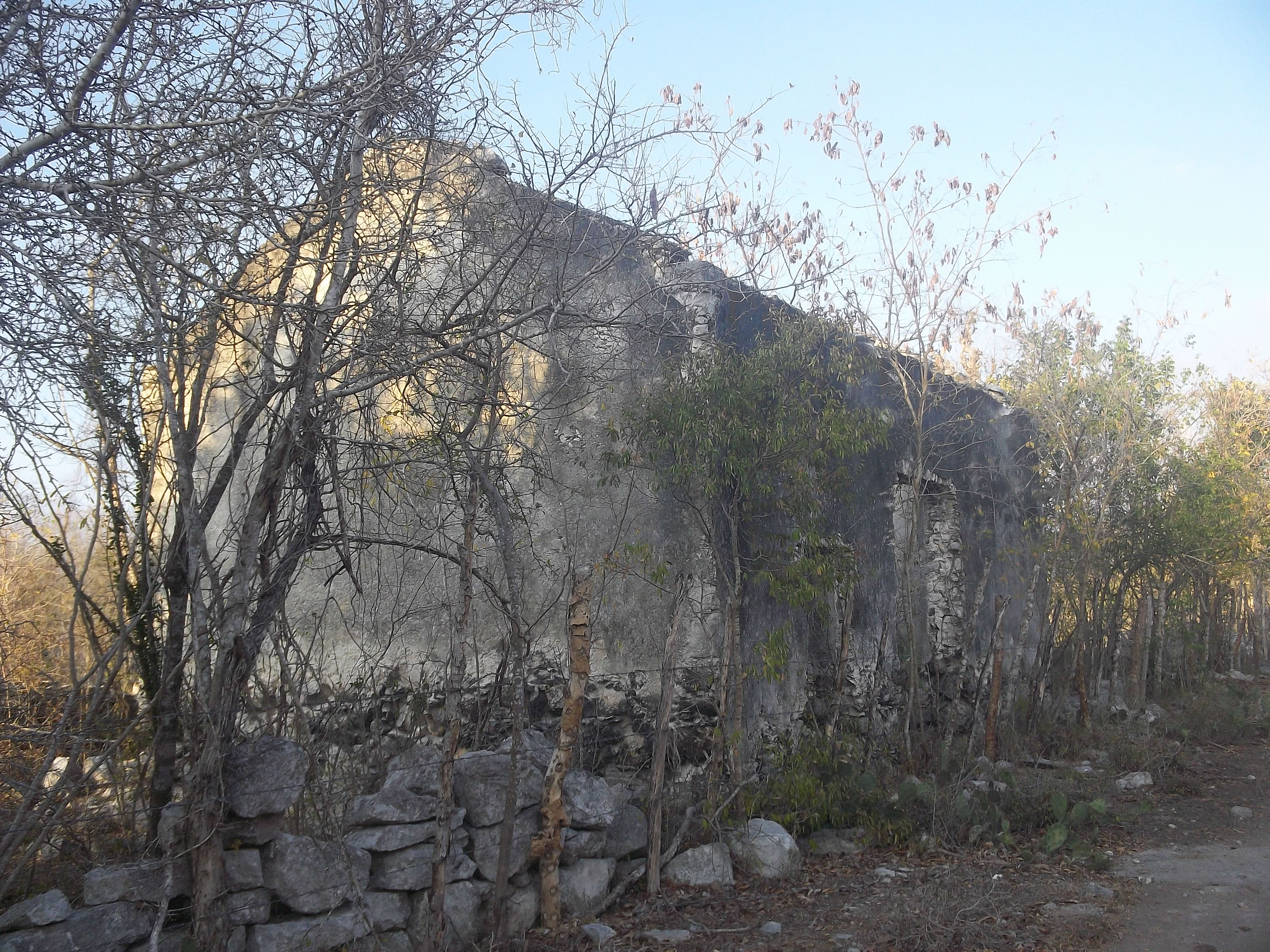
Vista de la hisenda Hoboyná
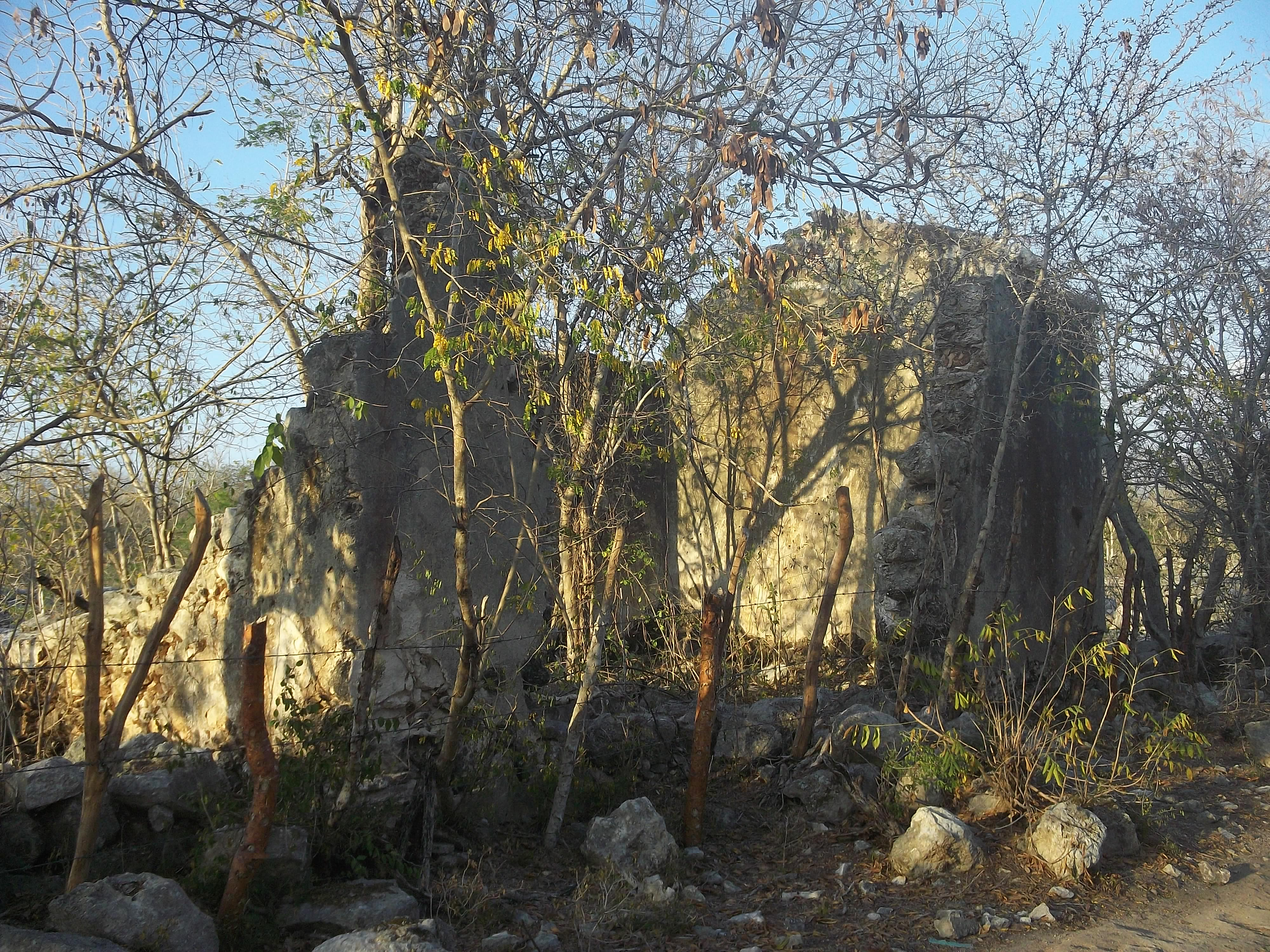
Vista de la hisenda Hoboyná
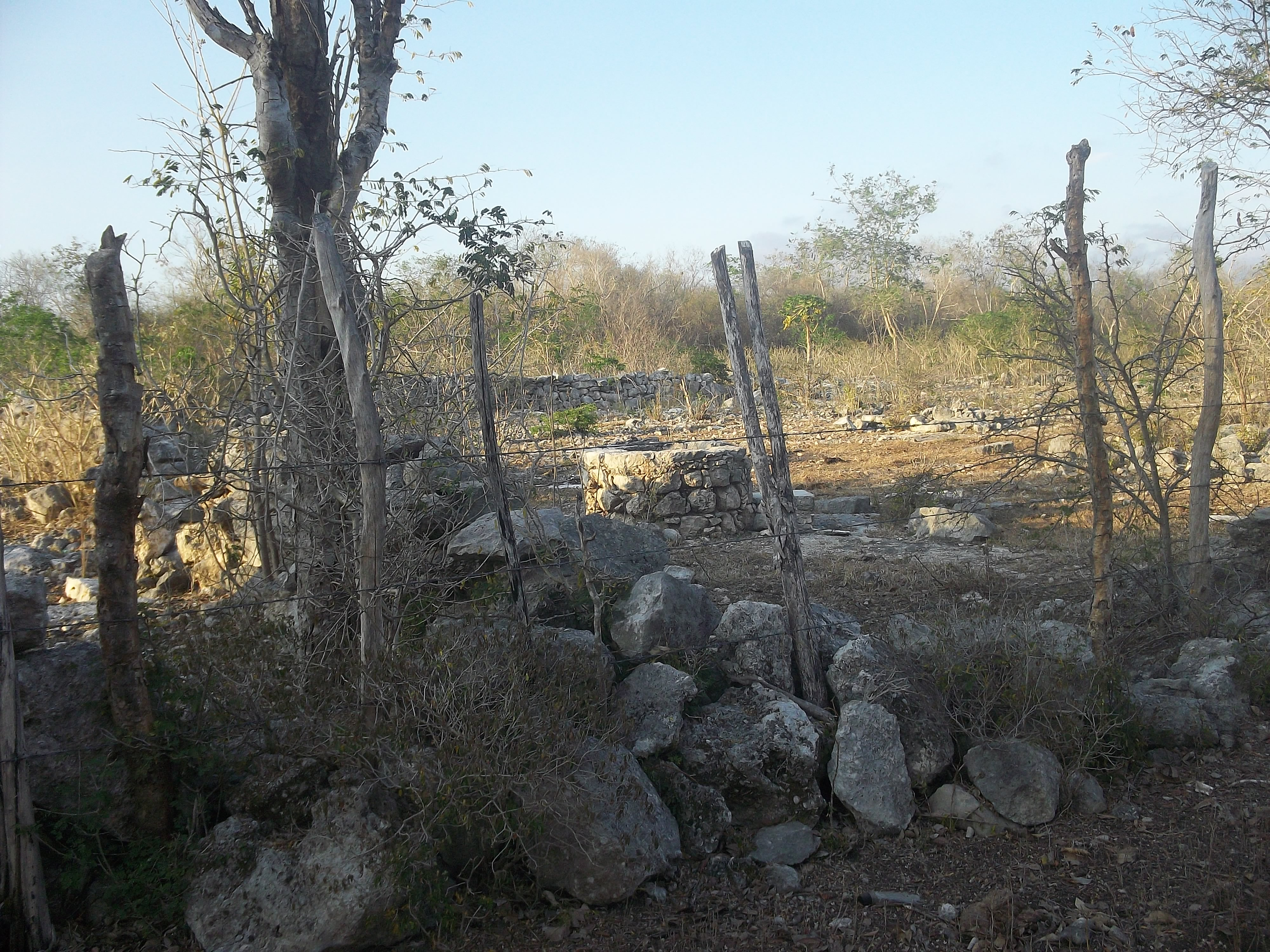
Vista de la hisenda Hoboyná
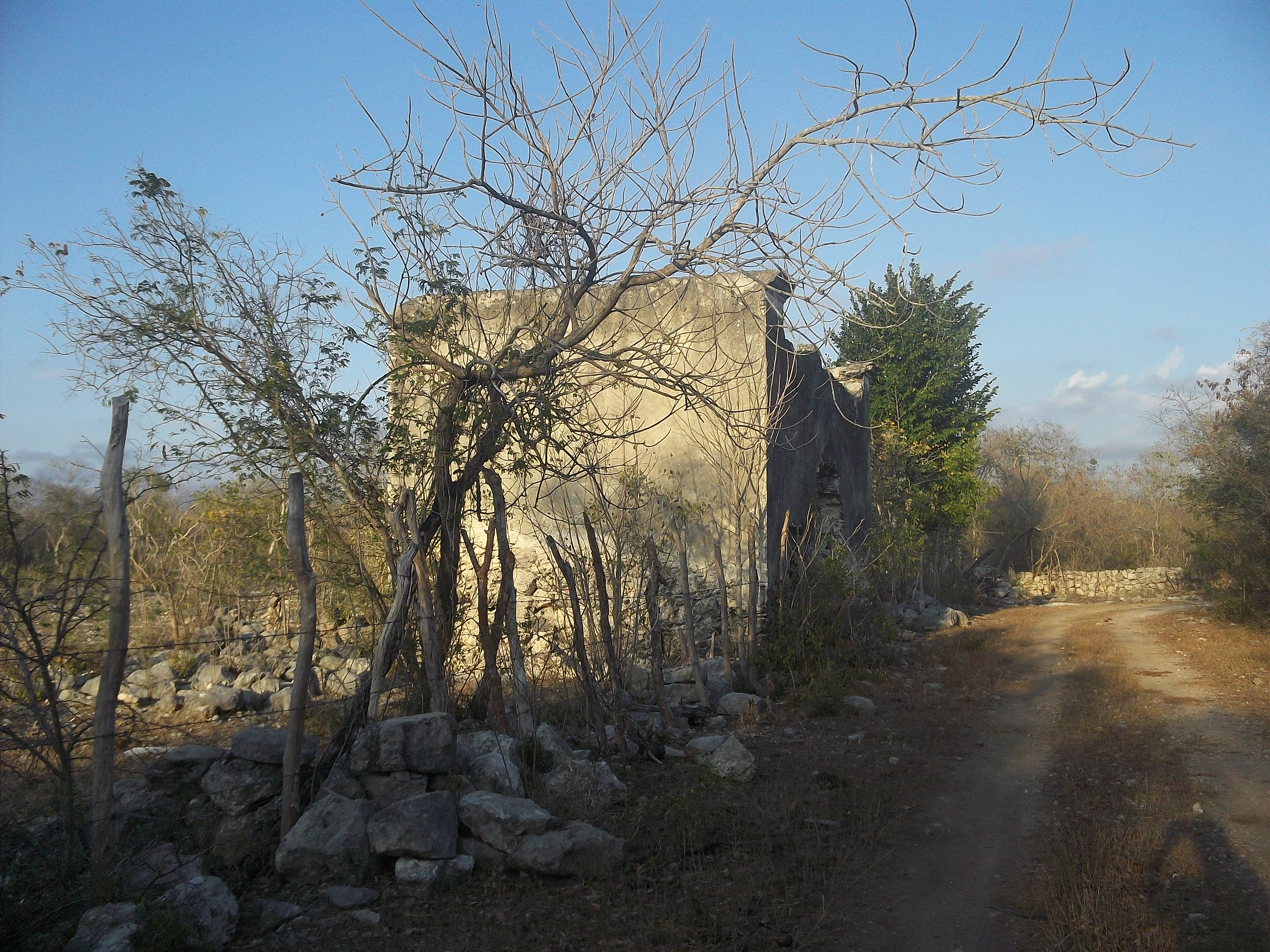
Vista de la hisenda Hoboyná
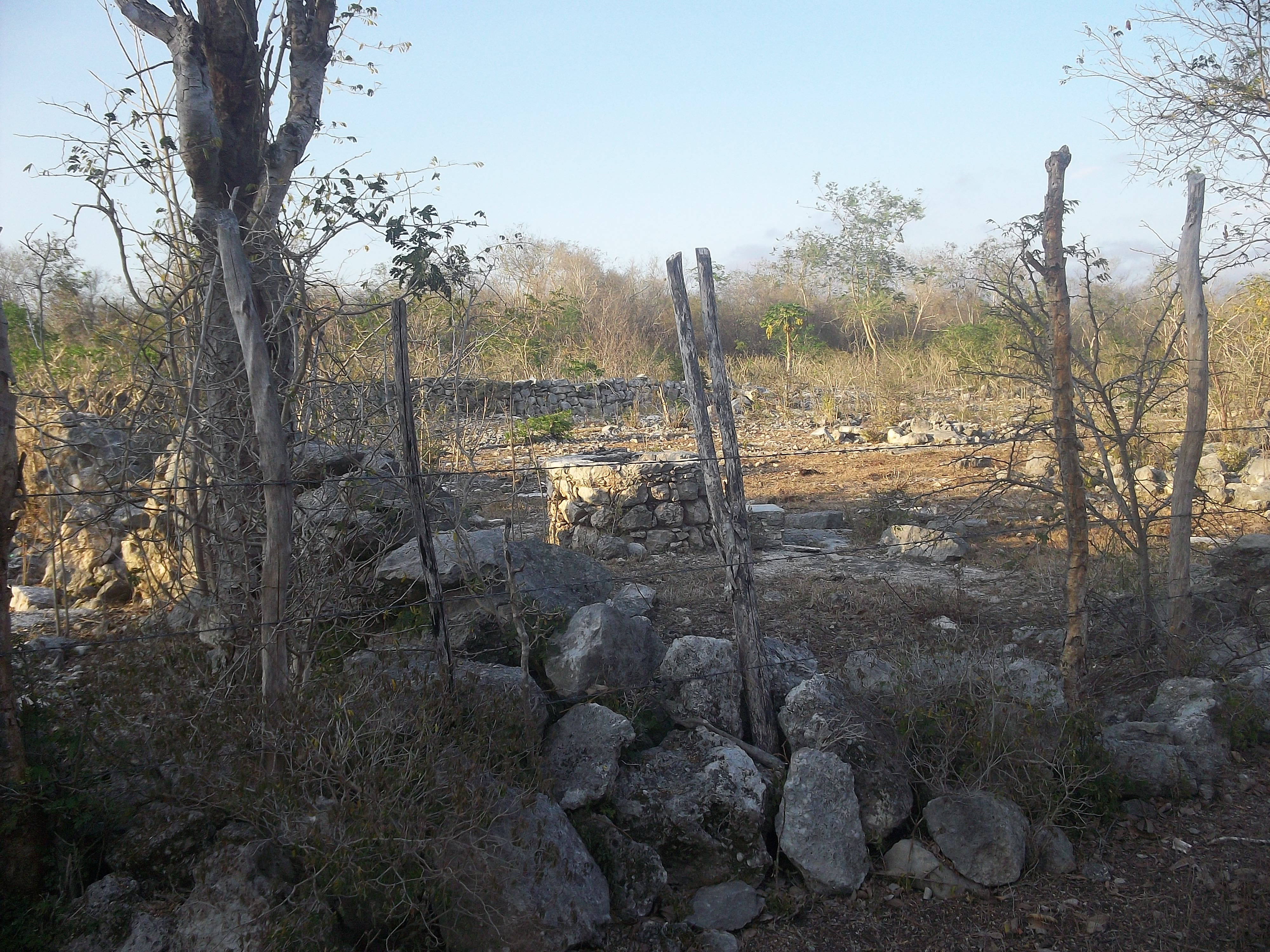
Vista de la hisenda Hoboyná
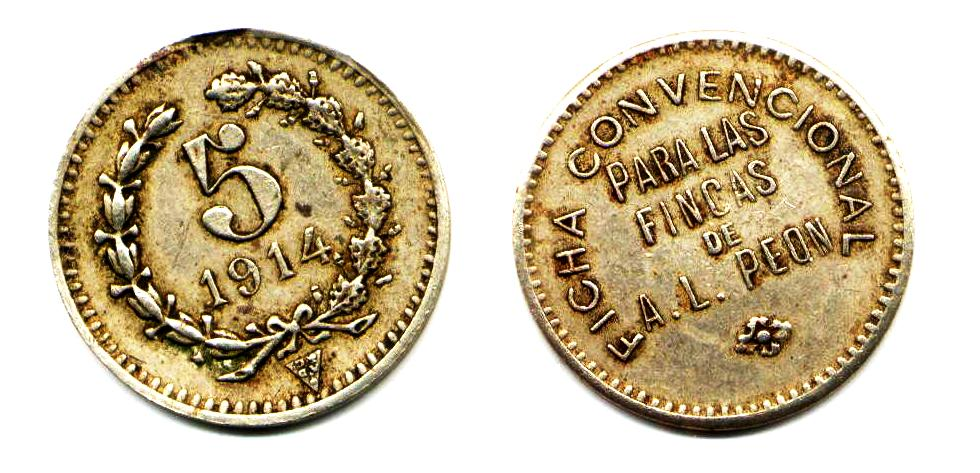
Fitxa de pagament per $ 0.05.
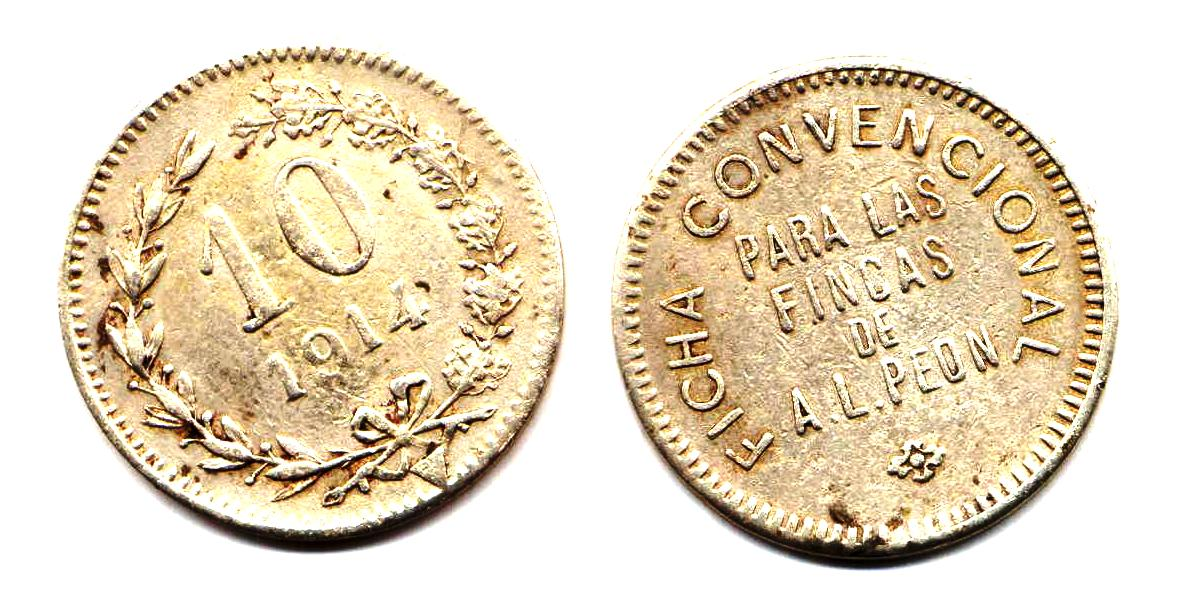
Fitxa de pagament per $ 0.10.
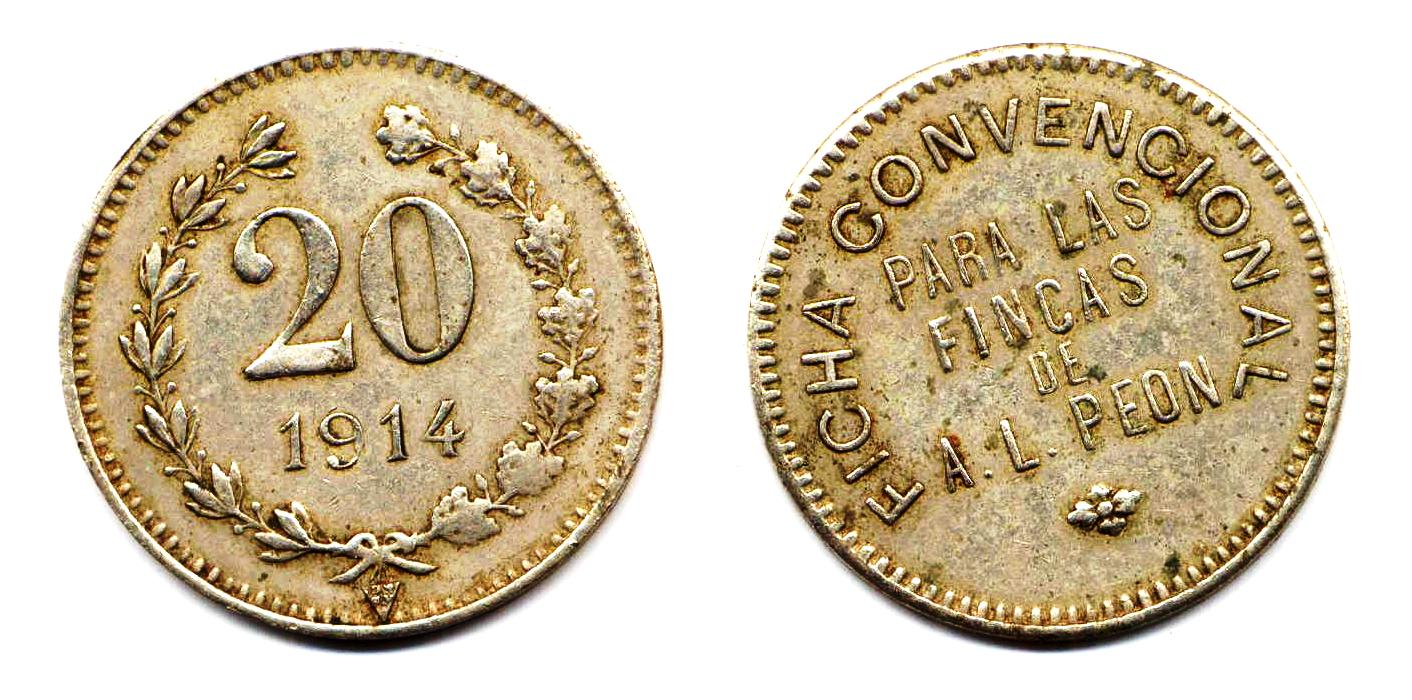
Fitxa de pagament per $ 0.20.
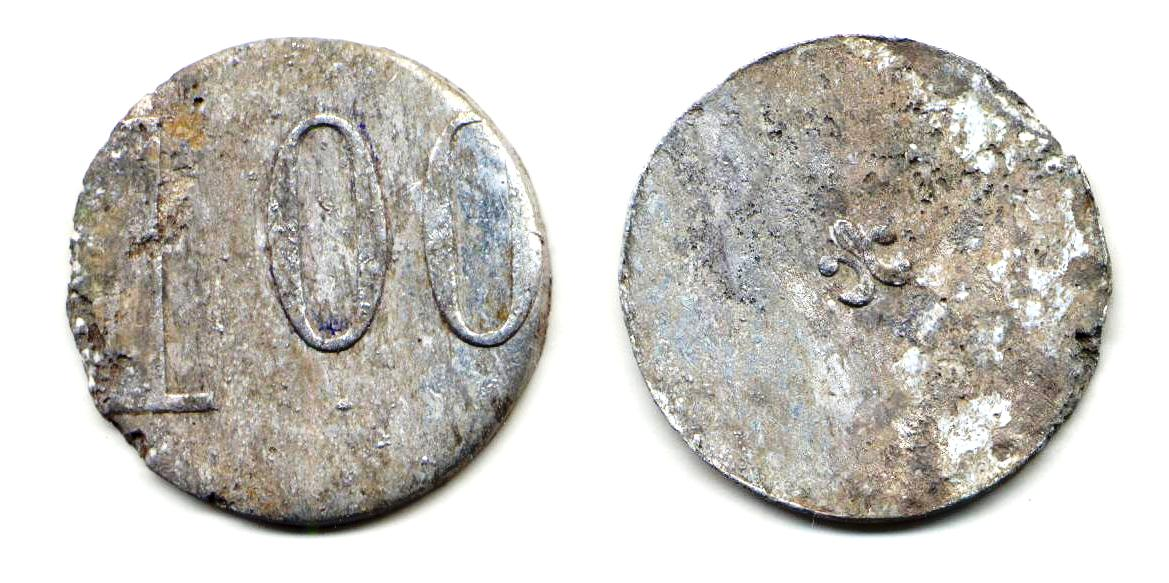
Fitxa de pagament per $ 1.00.